# (9150) Заволокин
(9150) Заволокин (лат. Zavolokin) — типичный астероид главного пояса, открыт 27 сентября 1978 года советским астрономом Людмилой Черных в Крымской астрофизической обсерватории и 24 июня 2002 года назван в честь композитора, баяниста и гитариста Геннадия Заволокина.

## Обнаружение и именование
(9150) Заволокин
Открыт 27 сентября 1978 года в Крымской астрофизической обсерватории Л. И. Черных.
Геннадий Дмитриевич Заволокин (1943—2001) был известным исполнителем на баяне (русском аккордеоне). Собиратель народных песен, он был основателем и руководителем фольклорного ансамбля «Частушка» и телепрограммы «Играй, гармонь», пользующейся большой популярностью в России.
Оригинальный текст (англ.)9150 Zavolokin
Discovered 1978 Sept. 27 by L. I. Chernykh at the Crimean Astrophysical Observatory.
Gennadij Dmitrievich Zavolokin (1943—2001) was a famed player of the bayan (Russian accordion). A collector of folk songs, he was the founder and leader of a folk ensemble «Chastooshka» and the TV program Igraj, garmonʹ («Play, accordion»), highly popular in Russia.
Источники: 20020624/MPCPages.arc; M.P.C. 46009.

## Орбита

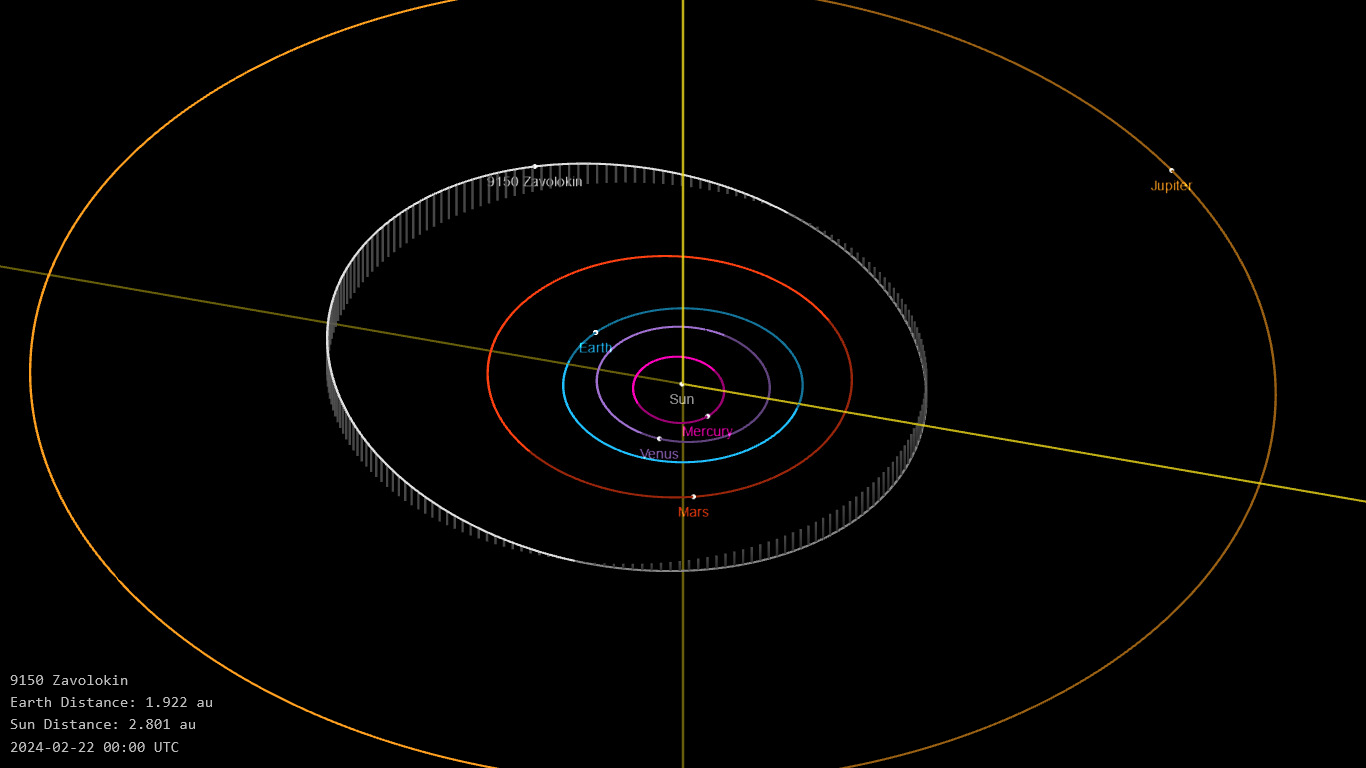
Орбита астероида Заволокин и его положение в Солнечной системе

## Физические характеристики
Астероид относится к таксономическому классу S.
По результатам наблюдений в видимом и ближнем инфракрасном диапазоне космического телескопа NEOWISE диаметр астероида оценивался равным 5,223±0,072 км и 4,50±0,68 км. Согласно тем же источникам альбедо оценивается как 0,3103±0,0353, 0,34±0,16 и 0,310±0,035.